# Berchtesgadener Land Bahn ET
De BLB ET 427 is een driedelig elektrisch treinstel van het Stadler type FLIRT met lagevloerdeel voor het regionaal personenvervoer van de Berchtesgadener Land Bahn.

## Geschiedenis
Het treinstel werd in 2008 besteld voor het regionaal personenvervoer van spoorlijn tussen Freilassing en Berchtesgaden in het oostelijk deel van Vrijstaat Beieren. Het treinstel werd ontwikkeld en gebouwd door Stadler Rail te Berlin-Pankow (Duitsland). Het acroniem FLIRT staat voor Flinker Leichter Innovativer Regional-Triebzug.
Op 22 november 2010 verleende Eisenbahn-Bundesamt (EBA) toestemming om op bergtraject met twee treinen in treinschakeling te mogen rijden.

## Constructie en techniek
Het treinstel is opgebouwd uit een aluminium frame. Het treinstel is uitgerust met luchtvering. Er kunnen tot vier eenheden gekoppeld worden.

### Namen
De Berchtesgadener Land Bahn hebben de volgende namen op de treinen geplaatst:
- 133: "Stadt Berchtesgaden"
- 134: "Stadt Freilassing"

## Treindiensten
De treinen van de Berchtesgadener Land Bahn (BLB) werden vanaf 13 december 2009 ingezet op het volgend traject:
- Freilassing - Berchtesgaden

Door dat Eisenbahn-Bundesamt (EBA) geen toelating voor de inzet van deze treinstellen in de treindienst tussen Freilassing en Bad Reichenhall verstrekte werd tussen 13 december 2009 tot 25 februari 2010 met vervangende treinen en/of bussen uitgevoerd.
Op 25 februari 2010 werd bekend dat Eisenbahn-Bundesamt (EBA) de documenten van Stadler Rail heeft ontvangen en onderzocht. De toelating op het Duitse spoorwegnet werd met de hoogste prioriteit onderzocht en verstrekt.

## Foto's

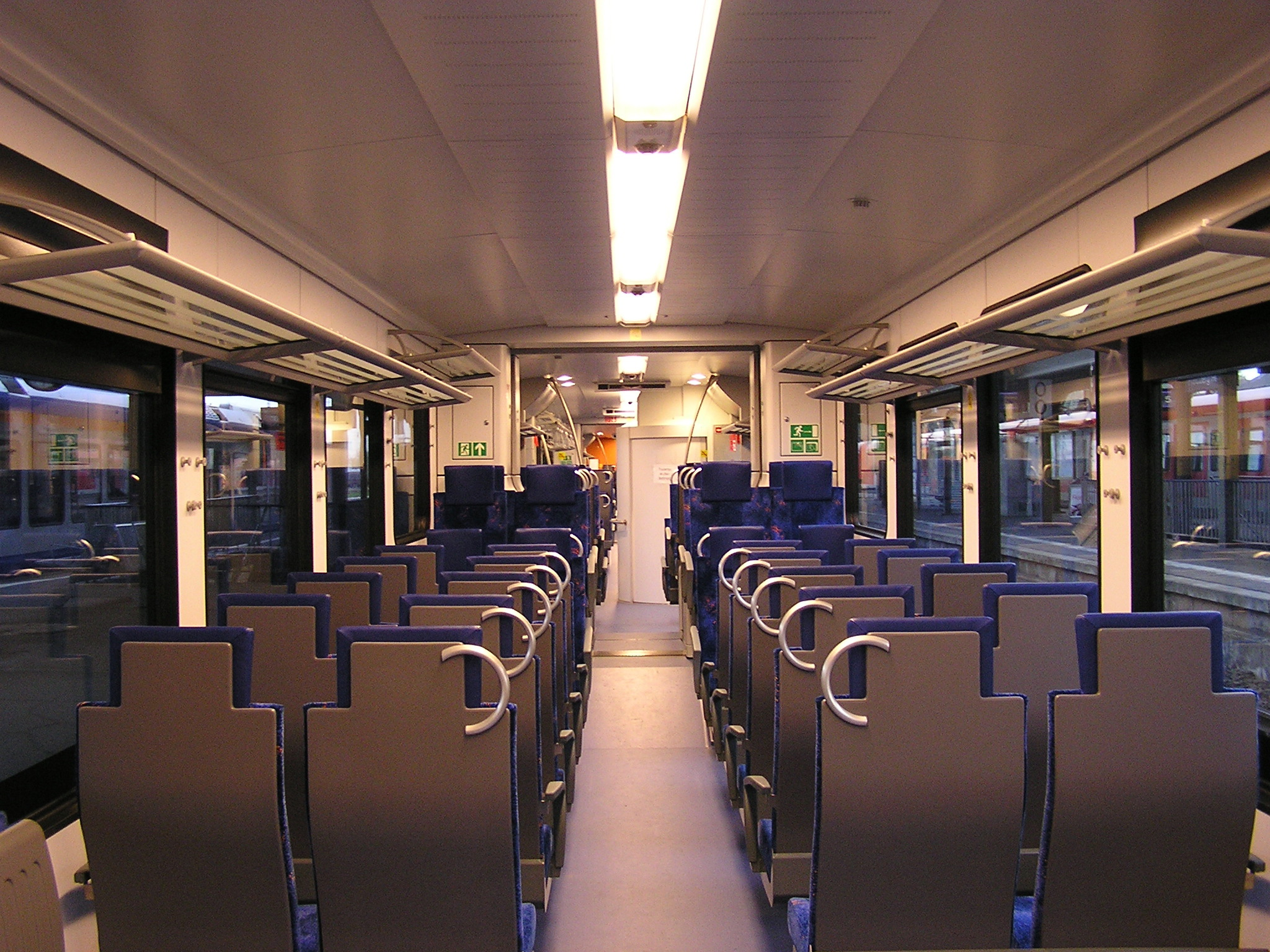